# Jean Duraz
Jean Duraz, né le 9 décembre 1919 à Lyon et mort le 2 mars 2019 à Lyon, est un écrivain et poète français.

## Biographie
Lié à Marcel Michaud dès 1935, Jean Duraz est associé aux premières manifestations du groupe Témoignage auxquelles participe son beau-frère le peintre Jean Bertholle. Ses poèmes accompagnent ainsi les expositions du groupe à Paris à la galerie Matières de René Breteau en 1938, rue des Canettes, et à sa nouvelle galerie Matières et formes en 1939, rue Bonaparte, puis en 1940 à la galerie Folklore de Michaud.
Ayant rejoint le maquis durant la guerre , il partage ensuite son temps entre Lyon et Paris.

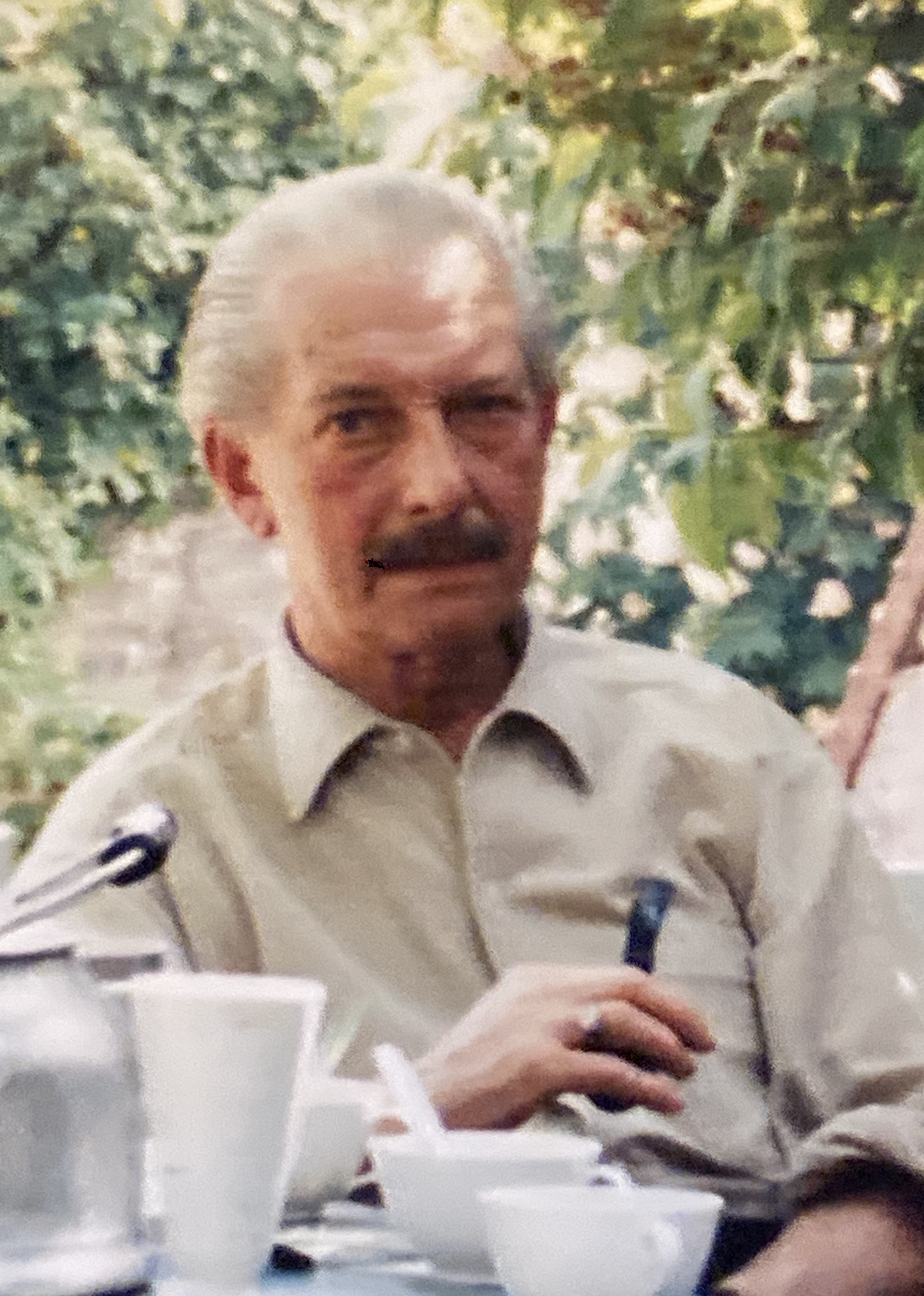
Jean Duraz

Jean Duraz publie sous des pseudonymes, notamment Nord-Sud, Nord sous celui d'Antoine Agami, à la mémoire de Pétrus Borel. Dans cet ouvrage, en partie roman à clef, il met en scène certains des acteurs du groupe Témoignage, notamment le peintre Louis Thomas (sous le nom d'Utterson), Marcel Michaud (Jekill), Léon Reymond (Lanion), le sculpteur Étienne-Martin (le Porphyrogénète), le peintre René-Maria Burlet (le roi René), Siremasne (Alfred Manessier, Lalome (Jean Le Moal), Lotte Neslhech (Charlotte Henschel), Barva (Dimitri Varbanesco), Paravage (Vera Pagava) (p. 210-213).
Il est le frère de l'orfèvre Albert Duraz.

## Ouvrages

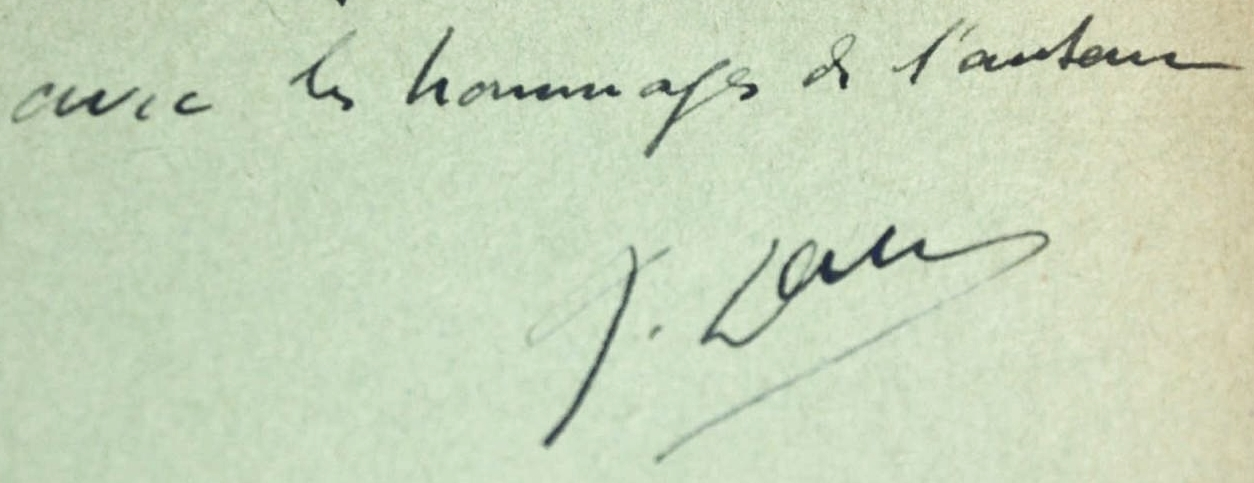
Signature de Jean Duraz

- Le Roi à la ronce fétide (1937), sous le nom d'Henry Falconer, Armand Henneuse, Les écrivains réunis, Lyon, 1956, illustrations de Jean Bertholle
- Pauvre Délie, sous le nom d'Henry Falconer, Henry Falconer, 1958
- Des miettes, sous le nom d'Antoine Agami, poèmes 1938-1976, Diffusion Fédérop, 1978, 56 p.
- Nord-Sud, Nord, à la mémoire du Lycanthrope Pétrus Borel, postface et Souvenirs de Henry Falconer, sous le nom d'Antoine Agami, Lyon, Audin, 1979, 228 p.

## Collaborations

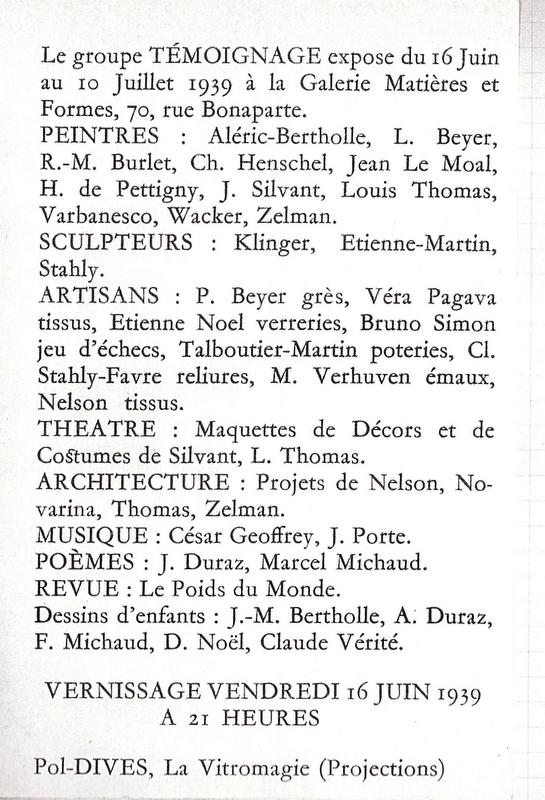
Deuxième exposition en 1939 du groupe Témoignage à Paris

- Delta, « Cahiers Rhodaniens », no 1, Mâcon, octobre 1948
- Légendaire Cheval, textes de l'Apocalypse de Saint Jean, Homère, Tacite, Chrétien de Troyes, Hocking, Clément Marot, Buffon, Goethe, Federico Garcia Lorca, Robert Mallet, Charles Le Quintrec, Max-Pol Fouchet, Jean Guichard-Meili, Robert Marteau, Marie-Claire Bancquart, Henry Falconer, illustrés par Jean Bertholle, préface de Robert Mallet, Éditions Argraphie, Paris, 1983.
- Louis Thomas ou l'impossible merveilleux, préface d'Alain Vollerin, avant-propos et entretien de Louis Thomas par Jean-Jacques Lerrant, poème de Jean Duraz, Lyon, éditions Mémoire des Arts, 1994

## Filmographie
- Jean Duraz, réalisation Alain Vollerin, Lyon, Mémoire des arts,1989.
- Jean Duraz, l'intelligence d'une ville, 1h 07 minutes. Jean Duraz est interrogé par Paul Gravillon, critique, journaliste et auteur. Le film réalisé au domicile de Jean Duraz, le 18 janvier 2007, par Fabrice Gendron, Adrien Napolitano, Catherine Goffaux-Hœpffner.